# Assemblea nazionale (Nepal)
L'Assemblea nazionale del Nepal è la camera alta del Parlamento del paese. Essa rappresenta i cittadini nepalesi, nonché il potere legislativo del paese, congiuntamente con la Camera dei Rappresentanti. 
Essa, a differenza della sua controparte, ha meno poteri, ma risulta essere una camera continua, ossia non soggetta a scioglimento, poiché rinnova un terzo dei suoi membri ogni due anni.

## Composizione e mandato
Essa è costituita da 59 rappresentanti, aventi mandato sessennale, di cui 56 eletti dalle Province del Nepal e 3 nominati dal Presidente della Repubblica.